# Eriase Belardi Merlo
Eriase Belardi Merlo (Buonconvento, 12 febbraio 1934 – Siena, 26 novembre 2017) è stata una politica italiana.

## Biografia
Eriase Belardi ha aderito sin da giovane al Partito comunista (PCI). Ella è poi stata membro della Segreteria provinciale e della Direzione nazionale della Federazione giovanile dei comunisti italiani, dirigente provinciale della CGIL, membro del Comitato federale, del Comitato direttivo federale e del Comitato centrale del PCI. Nel 1968, Belardi fu eletta nel Consiglio comunale di Siena e dal 1970 al 1974 fu assessore al bilancio e al decentramento. Nel 1976 divenne deputata, carica cui è stata confermata per tre legislature, fino al 1987.
Nel 1991 ha aderito al Partito della Rifondazione Comunista, di cui è stata segretaria provinciale a Siena fino all'autunno 1998; poi ha aderito al Partito dei Comunisti Italiani. 
È morta a Siena il 26 novembre 2017.

## Archivio
La documentazione è stata donata all' Archivio storico del movimento operaio democratico senese - ASMOS dalla stessa Eriase Belardi. Il fondo, dotato di inventario sommario a stampa, risulta ordinato dalla stessa Eriase Belardi secondo un criterio per materia (Comitato centrale di controllo; Congressi di sezione, di zona, provinciali e nazionali; Riunioni di partito, conferenze, comizi; Problemi relativi al mondo femminile; Elezioni amministrative e politiche; Politica economica; Miscellanea).

## Opere
(elenco parziale)
- Le ragazze colligiane degli anni '40 raccontano: 'Non lasciate la nostra mano' , Siena, 1990.
- Mi sveglio in un campo sotto un pioppo, giugno 1944, 2006
- Il fronte di guerra a Buonconvento, anni cinquanta.
- Il mio primo impegno politico alla Federazione giovanile comunista italiana, Monteriggioni, 2006.